# ليبستر

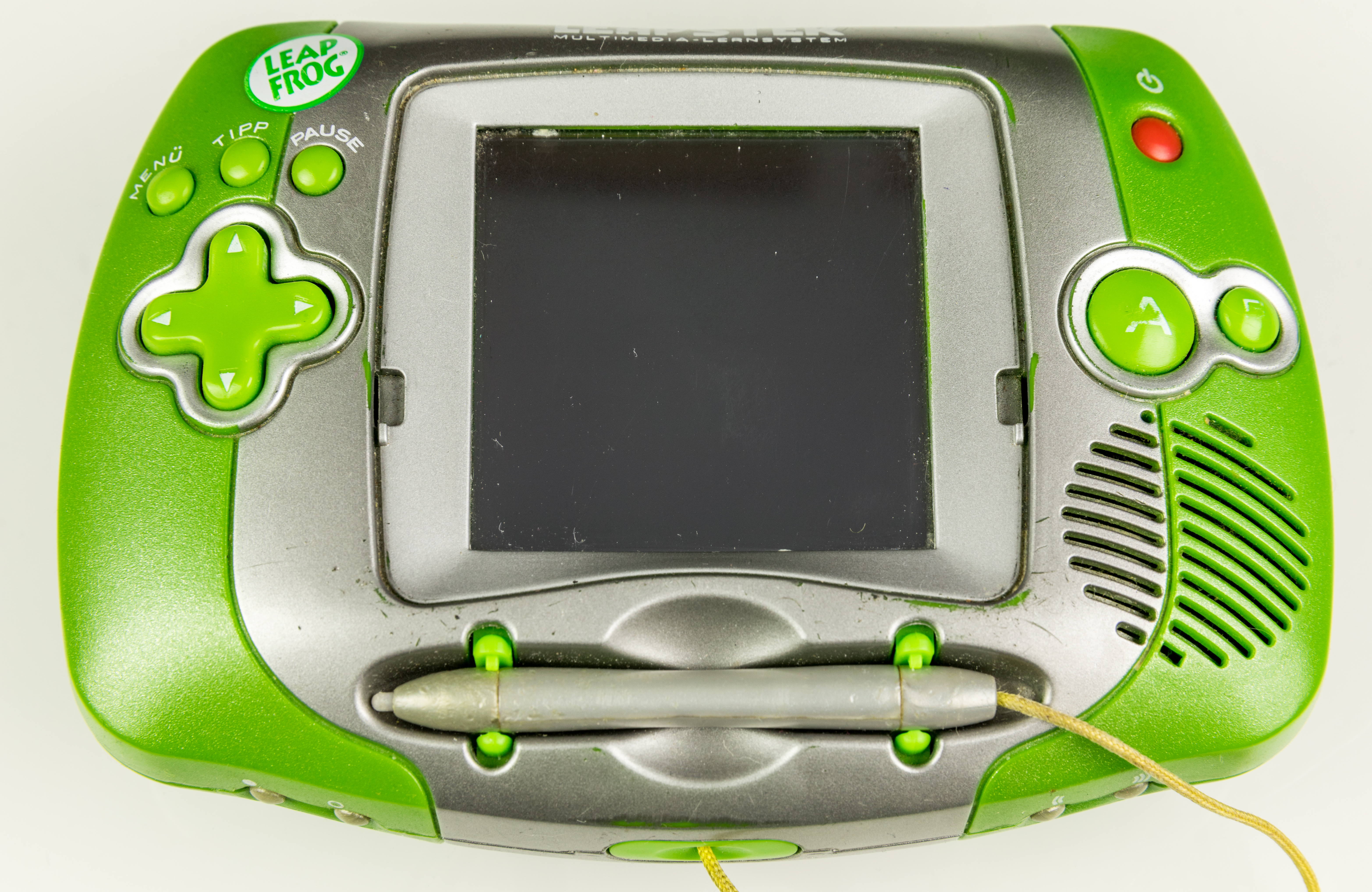
LeapFrog Leapster

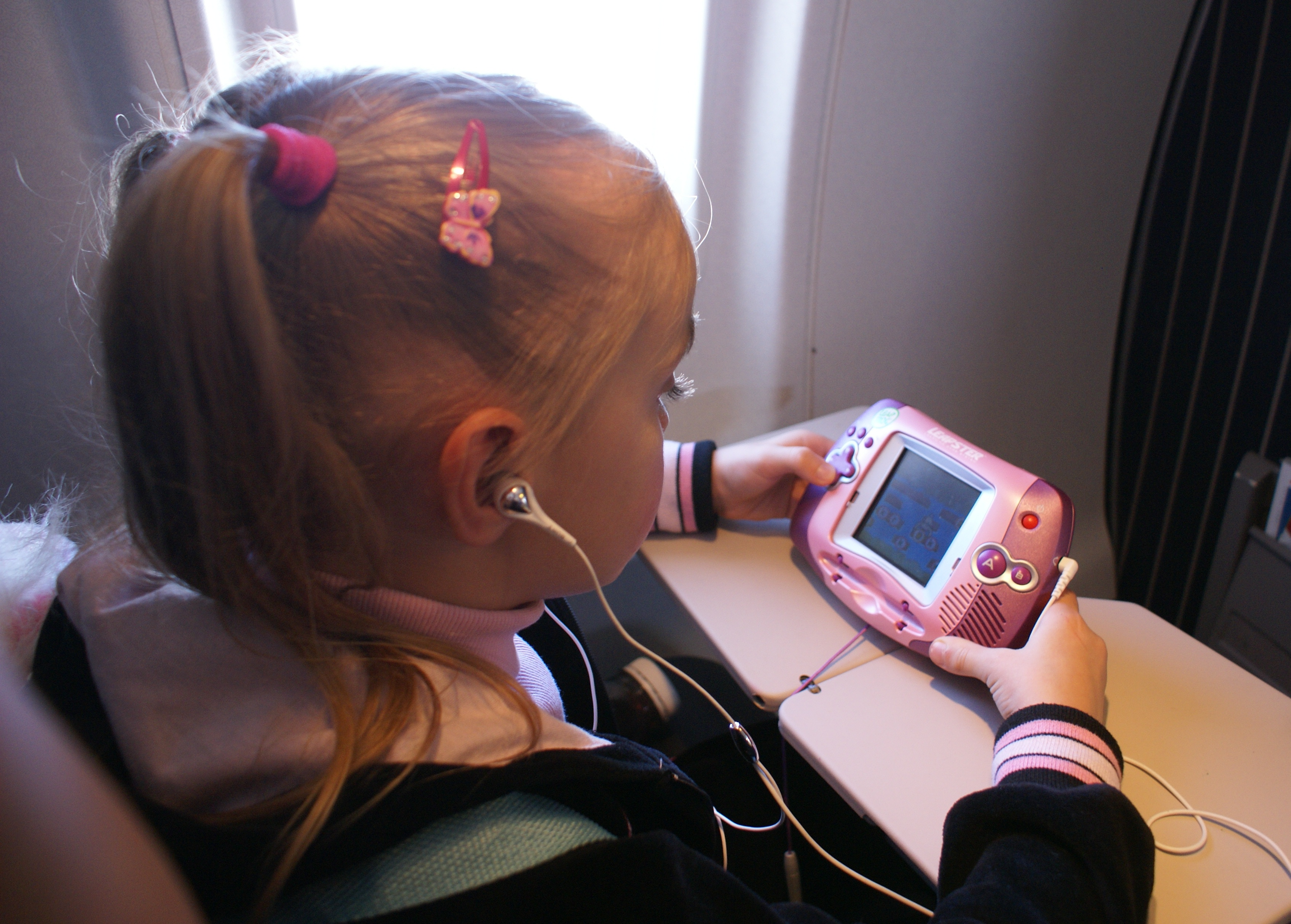
فتاة مع Leapster.

نظام ليبستر للألعاب التعليمية عبارة عن وحدة تحكم ألعاب تعليمية محمولة تستهدف الأطفال من سن 5 إلى 10-11 عامًا (من مرحلة ما قبل المدرسة إلى الصف الرابع)، من إنتاج شركة LeapFrog Enterprises . تقوم ألعابها بتعليم الحروف الأبجدية والصوتيات والرياضيات الأساسية (الجمع والطرح والضرب والقسمة) ومعلومات وحقائق عن الفن والحيوانات للاعبين. إلى جانب لوحة التوجيه، يمتاز النظام بشاشة تعمل باللمس مع قلم يمكّن المستخدمين الشباب من التفاعل مباشرة مع الشاشة. أصدرت LeapFrog جهاز ليبستر 2 المحمول كخليفة لـ ليبستر في يوليو 2007. ليبستر 2 هو في الأساس شبيه النظام السابق مضافا اليه منفذ USB ومنفذ بطاقة ذاكرة SD . تمنح هذه الإضافات القدرة على لعب لعبة كاملة أو لعبة قصيرة تم تنزيلها بما في ذلك القدرة على تسجيل البيانات عن طريقة اللعب، مثل ما تعلمه المستخدم، أو الفن الذي أنشأه. الألعاب القابلة للتنزيل ليست للبيع.
في يونيو 2010، تم إصدار مسكشف ليبستر، وبذلك تم إنهاء خط ليبستر الأصلي.
تم إصدار الألعاب منذ إصدار ليبستر 2 سجل نشاط المستخدم وإرسال هذه البيانات إلى نظام «مسار التعلم» الخاص بـ LeapFrog ، والذي يتتبع المراحل التعليمية المكتملة. اتمام نشاط تعليمي معين يتيح الوصول إلى الألعاب المتصلة عبر الإنترنت. في حالة الفن الذي تم إنشاؤه على الجهاز، يمكن تزيين العمل الفني بشكل أكبر عبر الإنترنت وطباعته باستخدام طابعة يمكن الوصول إليها بواسطة كمبيوتر المستخدم. تم تقاعد كل من ليبستر وليبستر ل - ماكس في عام 2014 وتقاعد ليبستر 2 في عام 2019.

## تاريخ
تم إصدار ليبستر في 7 أكتوبر 2003، وقد خضع منذ ذلك الحين للعديد من المراجعات وإعادة التصنيع. تم إصدار ليبستر ل - ماكس، وهو إصدار يحتوي على ميزة إضافية واحدة (مخرج A / V TV ، والذي يسمح للمستخدم بمشاهدة وسماع طريقة اللعب على التلفزيون) في عام 2004. انخفض حجم وحدة التحكم ل - ماكس وأصبح القلم الآن سلكًا بدلاً من خيط. تم إصدار ليبستر TV ، وهو إصدار بدون شاشة مع نفس مخطط التحكم الأساسي في شكل وحدة تحكم، في عام 2005 وانتهى في عام 2007.
ليبستر كانت الأكثر مبيعًا في أمريكا في مجال الألعاب التعليمية المحمولة وقد باعت حوالي 4 ملايين وحدة و 12 مليون خرطوشة برمجيات منذ إنشائها، اعتبارًا من مايو 2007. يتم بيعها في تسع دول بشكل مباشرة، وفي 7 دول أخرى لتدريس اللغة الإنجليزية كلغة ثانية في المدارس.

## البرمجية
هناك تقريبا 40 لعبة متاحة الآن، وأكثر من 50 لعبة تم إنشاؤها. هذه هي أكبر مكتبة لأي جهاز محمول باليد مصمم بشكل حصري للاستخدام التعليمي.
تتميز جميع ألعاب ليبستر بوظيفة «مساعدة» جنبًا إلى جنب مع زر «المساعدة» المخصص الذي سيُظهر المعلومات الصوتية أو المتحركة في التعليمات الواردة في اللعبة.
لم تفتح LeapFrog منصة ليبستر أمام كميات كبيرة من التطوير من قبل طرف الثالث أو هوم برو؛ يتم تطوير البرامج عادةً داخليًا أو للعمل مقابل أجر.

## نقد
صرح دايف بايور أن هناك «مكتبة صغيرة من البرامج المتاحة لـ ليبستر بشكل محبط … ولكن بعض البرامج الأكثر تنوعًا ستجعلها أكثر تشويقًا لـ (ابني) … لا يوجد نظام أساسي كان ناجحًا على الإطلاق بدون برمجيات طرف ثالث. . . إلى جانب ذلك، سيكون وجود منصة قوية للهواة أمرًا رائعًا».
صرح إيان بوجوست أن «القدرة على رفع جودة تصميم الألعاب التعليمية لن تأتي ببساطة من داخل شركة LeapFrog».   

## المواصفات الفنية

### المعدات
- وحدة المعالجة المركزية: ASIC مخصص يحتوي على ARCTangent -A5 CPU ، يعمل بسرعة 96 ميغا هيرتز.
- الذاكرة: 2 ميغابايت من ذاكرة الوصول العشوائي، و 256 بايت ثابتة. ليبستر 2: ذاكرة وصول عشوائي (RAM) سعة 16 ميجابايت، وذاكرة تخزين ثابتة تبلغ 128 كيلوبايت
- نوع الوسائط: خراطيش بحجم 4-16 ميجابايت مع تخزين ثابتة يتراوح بين 2 و 512 كيلوبايت.
- الرسومات: 4 ميجا بايت شريحة ATI.
- الصوت: تسريع صوت الأجهزة الاحتكارية، والذي يتضمن تشغيل MIDI وضغط صوت CELP بأخذ عينات عند 8000 هرتز.
  - يحتفظ بنفس مصدر الصوت من LeapPad الأصلي من 1999.
- الشاشة: 160x160 CSTN مع شاشة تعمل باللمس.
- Leapster2 فقط: USB 1.1 (العميل فقط) وفتحة SD بالحجم الكامل.
- لا تحتوي بعض أجهزة Leapster2 على فتحة SD وتستخدم ذاكرة داخلية بدلاً منها.

تم إنشاء محتوى البرنامج الخاص بـ ليبستر الأصلي باستخدام ماكروميديا فلاش ام اكس 2004 ؛ يشغل الجهاز إصدارًا من أدوبي فلاش بلاير تم نقله إلى ليبستر، وهو مرخص لـ LeapFrog. قال توم بريشارد، نائب الرئيس الأول للتسويق في Leapfrog ، إنه يعتقد أن استخدام فلاش أتاح لهم «إعادة تشغيل نظام ليبستر بشكل أسرع مما يمكن أن يكون لدينا بأي طريقة تطوير أخرى». 

## روابط خارجية
- موقع رسمي